# Энао, Себастьян
 Себастьян Энао Гомес (исп. Sebastian Henao Gómez; род. 5 августа 1993 в Рионегро, Колумбия) — колумбийский профессиональный  шоссейный велогонщик, выступающий за команду мирового тура «Team Sky». Двоюродный брат Серхио Энао, который также выступает за команду «Team Sky».

## Достижения
2013
1-й  Clásica de Funza - Генеральная классификация
1-й - Этап 1
1-й  Вуэльта Колумбии - Молодёжная классификация
2015
3-й - Тур Лангкави - Генеральная классификация
7-й - Кубок Японии
9-й - Тур де л’Авенир
2016
5-й - Международная неделя Коппи и Бартали - Генеральная классификация
6-й - Арктическая гонка Норвегии - Генеральная классификация
2018
8-й - Вуэльта Бургоса - Генеральная классификация

## Статистика выступлений

### Гранд-туры
| Гонка           | 2014 | 2015 | 2016 | 2017 |
| --------------- | ---- | ---- | ---- | ---- |
| Джиро д'Италия  | 22   | 41   | 17   | 33   |
| Тур де Франс    | —    | —    | —    | —    |
| Вуэльта Испании | —    | —    | —    | —    |

| —  | Не участвовал  |
| НФ | Не финишировал |